# Daniel Jacobs
Daniel Jacobs est un boxeur américain né le 3 février 1987 à Brooklyn.

## Carrière
En amateur, Daniel Jacobs affiche un palmarès de 137 victoires et 7 défaites, remportant notamment à deux reprises les Golden Gloves en 2004 et 2005 ainsi que le championnat des États-Unis dans la catégorie poids moyens en 2006.
Il commence sa carrière professionnelle en décembre 2007, dans la même réunion que le combat opposant Floyd Mayweather à Ricky Hatton. Jacobs combat souvent en ouverture de matchs prestigieux, dans des salles réputées, comme le MGM Grand de Las Vegas ou le Madison Square Garden de New York. Après 17 combats, dont 15 remportés avant la limite, il affronte pour le titre NABO des poids moyens Ishe Smith en août 2009 et remporte la ceinture par décision unanime. En mai 2010, il s'empare de la ceinture NABF en battant Juan Astorga par KO technique au 2e round.
Le 31 juillet 2010, il affronte le russe invaincu Dmitry Pirog pour le titre mondial vacant WBO. Il est mis à terre au 5e round et perd par KO. Pour se relancer, il bat avant la limite deux boxeurs inconnus dans les mois suivants. Mais il doit interrompre sa carrière en mai 2011, souffrant d'Ostéosarcome, une forme rare de cancer. Annonçant en être guéri, il remonte sur le ring le 20 octobre 2012 et enchaine 5 victoires avant la limite.
Le 9 août 2014 il s'empare de la ceinture de champion du monde régulier WBA en battant l'australien Jarrod Fletcher par KO technique en 5 rounds, ceinture qu'il conserve en 2015 en battant Caleb Truax par KO technique à la 12e et dernière reprise, puis en battant rapidement deux anciens champions du monde : Sergio Mora en août par KO technique en 2 reprises, et Peter Quillin qu'il bat dès le premier round de leur combat en décembre. Le 9 septembre 2016, il domine une nouvelle fois Sergio Mora en le battant par KO technique au 7e round après l'avoir envoyé à terre 5 fois. Jacobs s'incline en revanche aux points le 18 mars 2017 face à Gennady Golovkin au Madison Square Garden.
Il obtient néanmoins une nouvelle chance mondiale le 27 octobre 2018 en affrontant Sergiy Derevyanchenko pour la ceinture IBF des poids moyens et s'impose aux points sur décision partagée. Jacob perd en revanche ce titre dès le combat suivant organisé le 4 mai 2019 à Las Vegas contre Canelo Álvarez.

## Distinction
Son 1er round contre Sergio Mora est élu round de l'année par Ring Magazine en 2016.